# Bruc, el desafío
Bruc. La llegenda (conocida en español como Bruc, el desafío) es una película española de aventuras y drama histórico, que fue estrenada el 22 de diciembre de 2010. Entre el reparto de actores se encuentran Juan José Ballesta, Vincent Pérez, Àstrid Bergès-Frisbey y Santi Millán.

## Sinopsis
Cuando el ejército de Napoleón descubre que su primera derrota se debe a un chico montañés, a un carbonero que, con su redoble de tambor, sembró el pánico entre sus tropas, envía a seis mercenarios curtidos en varias batallas con una sola misión: darle caza en las montañas de Montserrat y cortar su cabeza para clavarla en la plaza del pueblo. Tras asesinar a sus seres queridos y atemorizar a todo el pueblo con sus amenazas, se lanzan en su búsqueda por las montañas de Montserrat.

## Reparto
| Intérprete            | Personaje            |
| --------------------- | -------------------- |
| Juan José Ballesta    | Bruc                 |
| Vincent Perez         | Maraval              |
| Astrid Bergès-Frisbey | Gloria               |
| Santi Millán          | De la Mata           |
| Nicolas Giraud        | Nouaille             |
| Moussa Maaskri        | Attab                |
| Jérôme Le Banner      | Baraton              |
| Justin Blanckaert     | Magne                |
| Francesc Albiol       | Dr. Ballart          |
| Blai Llopis           | Jaume                |
| Albert Vidal          | Nicolau              |
| Marcel Borràs         | Miquel               |
| Cristina Cervià       | Rosa                 |
| Jordi Coromina        | Martí                |
| Joan Bentallé         | François Ames de Çua |
| Pepo Blasco           | Suboficial           |
| Al Victor             | Padre Cassià         |
| Oriol Tramvia         | Abad                 |
| Manel Artigas         | Carbonero            |
| Xavier Capdet         | Monje mayor          |
| Pep Carbonell         | Monje joven          |
| Bruno Tarrius         | Soldado francés      |
| Andreu Carandell      | Somaten              |
| Genís Hernàndez       | Monje portero        |
| Xavier Palomino       | Monje                |
| Leon Touret           | Soldado ambulancia   |
| Matthieu Duret        | Camillero 1          |
| Christophe Sainsot    | Camillero 2          |
| Ariel Apodaca         | Turco                |
| Miquel Borràs         | Niño                 |